# Johnny Rodriguez

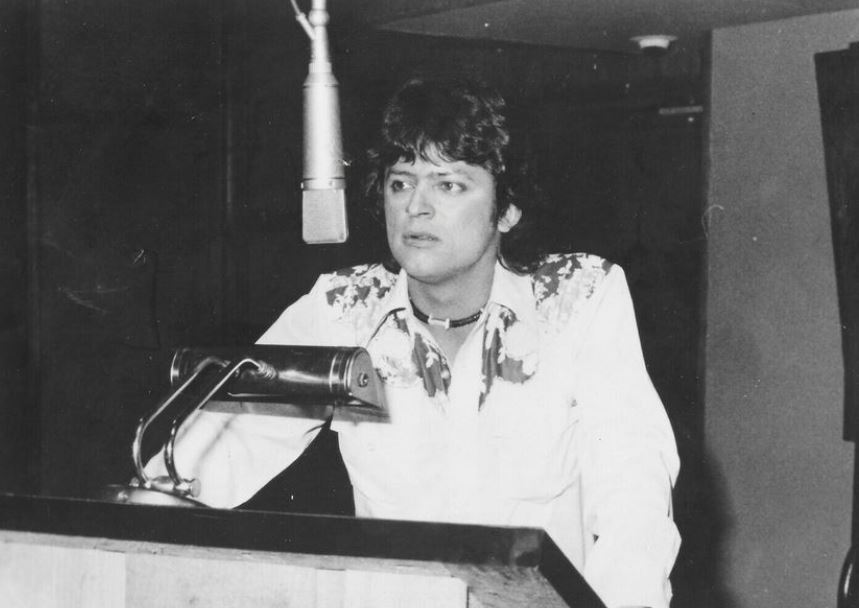
Johnny Rodriguez (1976)

Johnny Rodriguez (gebürtig: Juan Raoul Davis Rodriguez; * 10. Dezember 1951 in Sabinal, Texas; † 9. Mai 2025) war ein US-amerikanischer Country-Sänger.

## Kindheit und Jugend
Johnny wuchs mit acht Geschwistern nahe der mexikanischen Grenze auf. Im Alter von sieben Jahren bekam er von seinem Bruder Andres eine Gitarre geschenkt. Über Andres kam er auch erstmals mit Country-Musik in Berührung. Mit 16 gründete er eine eigene Band.
Wegen kleinerer Delikte wurde er mehrmals zu Gefängnisstrafen verurteilt. Ein Vollzugsbeamter, der ihn singen hörte, erkannte sein Talent und vermittelte ihm 1970 eine Anstellung im Alamo Village Vergnügungspark. Johnny übernahm eine Reihe von Jobs in Western-Shows. Außerdem unterhielt er als Sänger Touristen. 1971 besuchte Tom T. Hall den Vergnügungspark und wurde auf das gutaussehende Nachwuchstalent aufmerksam. Mit einer Einladung des großen Stars und ein paar Dollar in der Tasche machte sich Rodriguez einige Monate später auf den Weg nach Nashville.

## Karriere
Zunächst fand er in der Band Tom T. Halls Aufnahme. Hall vermittelte ihm auch einen Vertrag mit Mercury Records und komponierte Songs für seine ersten Schallplatten. Jerry Kennedy wurde für alle Mercury-Aufnahmen sein Produzent. Bereits seine Debüt-Single, Pass Me By, konnte sich in den Top-10 platzieren. Ein Jahr später folgten drei Nummer-1-Hits. Von der Academy of Country Music wurde er als meistversprechender Nachwuchssänger des Jahres 1972 ausgezeichnet. Seine Erfolgssträhne mit etlichen weiteren Tophits hielt zunächst bis Anfang der achtziger Jahre an. Dann leiteten Drogenprobleme einen allmählichen Niedergang ein. 1984 überwand er seine Sucht und versuchte einen Neuanfang. Bereits nach kurzer Zeit war er wieder in den Charts vertreten. Er konnte sich einige Jahre oben halten, bevor er erneut kokainabhängig wurde. Seine Ehe scheiterte. Es vergingen einige Jahre, bis ihm 1993 ein weiteres Comeback gelang.
Am 29. August 1998 kam es in seinem Haus zu einem tragischen Zwischenfall: Versehentlich erschoss er einen Freund, den er für einen Einbrecher hielt. Das texanische Gericht erkannte auf Notwehr und sprach ihn frei.

## Diskografie

### Alben
| Jahr | Titel                           | Höchstplatzierung, Gesamtwochen, AuszeichnungChartplatzierungen (Jahr, Titel, Platzierungen, Wochen, Auszeichnungen, Anmerkungen) | Höchstplatzierung, Gesamtwochen, AuszeichnungChartplatzierungen (Jahr, Titel, Platzierungen, Wochen, Auszeichnungen, Anmerkungen) | Anmerkungen |
| Jahr | Titel                           | US | Country | Anmerkungen |
| ---- | ------------------------------- | --- | --- | ----------- |
| 1973 | Introducing                     | US156 (14 Wo.)US | Country1 (42 Wo.)Country |             |
| 1973 | All I Ever Meant to Do Was Sing | US174 (4 Wo.)US | Country2 (22 Wo.)Country |             |
| 1974 | My Third Album                  | — | Country5 (19 Wo.)Country |             |
| 1974 | Songs About Ladies and Love     | — | Country7 (38 Wo.)Country |             |
| 1975 | Just Get up and Close the Door  | — | Country5 (23 Wo.)Country |             |
| 1976 | Love Put a Song in My Heart     | — | Country3 (18 Wo.)Country |             |
| 1976 | Greatest Hits                   | — | Country2 (24 Wo.)Country |             |
| 1976 | Reflecting                      | — | Country11 (20 Wo.)Country |             |
| 1977 | Practice Makes Perfect          | — | Country18 (13 Wo.)Country |             |
| 1977 | Just for You                    | — | Country35 (10 Wo.)Country |             |
| 1978 | Love Me with All Your Heart     | — | Country19 (12 Wo.)Country |             |
| 1979 | Rodriguez                       | — | Country45 (7 Wo.)Country |             |
| 1983 | For Every Rose                  | — | Country30 (20 Wo.)Country |             |
| 1984 | Foolin’ with Fire               | — | Country35 (13 Wo.)Country |             |

Weitere Alben
- 1974: Country Classics
- 1978: Rodriguez Was Here
- 1979: Sketches
- 1980: Through My Eyes
- 1980: Gypsy
- 1981: After the Rain
- 1982: Biggest Hits
- 1986: Full Circle
- 1988: Gracias
- 1993: Run for the Border
- 1995: Super Hits
- 1996: You Can Say That Again
- 1996: Funny Things Happen to Fun Lovin’ People
- 1997: Hits
- 1998: Johnny Rodriguez
- 2001: Back to Back
- 2002: Desperado: His First Twenty Hits
- 2004: Desperado: A Decade of Hits
- 2004: Greatest Hits
- 2005: Greatest Hits
- 2006: Country Chart-Toppers: Johnny Rodriguez
- 2006: 20th Century Masters - The Millennium Collection: The Best of Johnny Rodriguez
- 2006: Lone Star Desperado
- 2007: Desperado
- 2008: 20 Greatest Hits
- 2012: Live from Texas

### Singles
| Jahr | Titel Album                                                     | Höchstplatzierung, Gesamtwochen, AuszeichnungChartplatzierungen (Jahr, Titel, Album, Platzierungen, Wochen, Auszeichnungen, Anmerkungen) | Höchstplatzierung, Gesamtwochen, AuszeichnungChartplatzierungen (Jahr, Titel, Album, Platzierungen, Wochen, Auszeichnungen, Anmerkungen) | Anmerkungen |
| Jahr | Titel Album                                                     | US | Country | Anmerkungen |
| ---- | --------------------------------------------------------------- | --- | --- | ----------- |
| 1973 | Pass Me By (If You’re Only Passing Through) Introducing         | — | Country9 (18 Wo.)Country |             |
| 1973 | You Always Come Back (To Hurting Me) Introducing                | US86 (4 Wo.)US | Country1 (16 Wo.)Country |             |
| 1973 | Ridin’ My Thumb To Mexico All I Ever Meant to Do Was Sing       | US70 (5 Wo.)US | Country1 (17 Wo.)Country |             |
| 1974 | That’s the Way Love Goes All I Ever Meant to Do Was Sing        | — | Country1 (14 Wo.)Country |             |
| 1974 | Something My Third Album                                        | US85 (4 Wo.)US | Country6 (14 Wo.)Country |             |
| 1974 | Dance with Me (Just One More Time) My Third Album               | — | Country2 (13 Wo.)Country |             |
| 1974 | We’re Over Songs About Ladies and Love                          | — | Country3 (13 Wo.)Country |             |
| 1975 | I Just Can’t Get Her Out of My Mind Songs About Ladies and Love | — | Country1 (12 Wo.)Country |             |
| 1975 | Just Get Up and Close the Door                                  | — | Country1 (18 Wo.)Country |             |
| 1975 | Love Put a Song In My Heart                                     | — | Country1 (15 Wo.)Country |             |
| 1976 | I Couldn’t Be Me Without You Love Put a Song In My Heart        | — | Country3 (15 Wo.)Country |             |
| 1976 | I Wonder If I Ever Said Goodbye Reflecting                      | — | Country2 (13 Wo.)Country |             |
| 1976 | Hillbilly Heart Reflecting                                      | — | Country5 (14 Wo.)Country |             |
| 1977 | Desperado Reflecting                                            | — | Country5 (14 Wo.)Country |             |
| 1977 | If Practice Makes Perfect                                       | — | Country5 (13 Wo.)Country |             |
| 1977 | Eres tú If Practice Makes Perfect                               | — | Country25 (10 Wo.)Country |             |
| 1977 | Savin’ This Love Song for You Just for You                      | — | Country14 (13 Wo.)Country |             |
| 1978 | We Believe in Happy Endings Just for You                        | — | Country7 (14 Wo.)Country |             |
| 1978 | Love Me with All Your Heart                                     | — | Country7 (13 Wo.)Country |             |
| 1979 | Alibis Rodriguez Was Here                                       | — | Country16 (13 Wo.)Country |             |
| 1979 | Down on the Rio Grande Rodriguez                                | — | Country6 (13 Wo.)Country |             |
| 1979 | Fools for Each Other Rodriguez                                  | — | Country17 (13 Wo.)Country |             |
| 1980 | What’ll I Tell Virginia Through My Eyes                         | — | Country19 (14 Wo.)Country |             |
| 1980 | Love Look at Us Now Through My Eyes                             | — | Country29 (11 Wo.)Country |             |
| 1980 | North of the Border Gypsy                                       | — | Country17 (16 Wo.)Country |             |
| 1981 | I Want You Tonight After the Rain                               | — | Country22 (13 Wo.)Country |             |
| 1981 | Trying Not to Love You After the Rain                           | — | Country30 (11 Wo.)Country |             |
| 1981 | Trying Not to Love You Biggest Hits                             | — | Country73 (7 Wo.)Country |             |
| 1982 | Born with the Blues Biggest Hits                                | — | Country66 (6 Wo.)Country |             |
| 1982 | He’s Not Entitled to Your Love –                                | — | Country89 (3 Wo.)Country |             |
| 1983 | Foolin’ For Every Rose                                          | — | Country4 (20 Wo.)Country |             |
| 1983 | How Could I Love Her So Much For Every Rose                     | — | Country6 (21 Wo.)Country |             |
| 1983 | Back on Her Mind Again For Every Rose                           | — | Country35 (12 Wo.)Country |             |
| 1984 | Too Late to Go Home Foolin’ with Fire                           | — | Country15 (17 Wo.)Country |             |
| 1984 | Let’s Leave the Lights On Tonight Foolin’ with Fire             | — | Country30 (15 Wo.)Country |             |
| 1984 | First Time Burned Foolin’ with Fire                             | — | Country63 (7 Wo.)Country |             |
| 1984 | Rose of My Heart Foolin’ with Fire                              | — | Country60 (8 Wo.)Country |             |
| 1985 | Here I Am Again Full Circle                                     | — | Country69 (7 Wo.)Country |             |
| 1986 | She Don’t Cry Like She Used To –                                | — | Country51 (15 Wo.)Country |             |
| 1988 | I Didn’t (Every Chance I Had) Gracias                           | — | Country12 (26 Wo.)Country |             |
| 1988 | I Wanta Wake Up with You Gracias                                | — | Country41 (15 Wo.)Country |             |
| 1988 | You Might Want to Use Me Again Gracias                          | — | Country44 (10 Wo.)Country |             |
| 1989 | No Chance to Dance Gracias                                      | — | Country72 (4 Wo.)Country |             |
| 1989 | Back to Stay Gracias                                            | — | Country78 (3 Wo.)Country |             |

Weitere Singles
- 1993: Run for the Border
- 1996: You Can Say That Again
- 1996: One Bar at a Time

### Gastbeiträge
| Jahr | Titel Album                               | Höchstplatzierung, Gesamtwochen, AuszeichnungChartplatzierungen (Jahr, Titel, Album, Platzierungen, Wochen, Auszeichnungen, Anmerkungen) | Höchstplatzierung, Gesamtwochen, AuszeichnungChartplatzierungen (Jahr, Titel, Album, Platzierungen, Wochen, Auszeichnungen, Anmerkungen) | Anmerkungen         |
| Jahr | Titel Album                               | US | Country | Anmerkungen         |
| ---- | ----------------------------------------- | --- | --- | ------------------- |
| 1979 | I Hate the Way I Love It Women Get Lonely | — | Country16 (14 Wo.)Country | mit Charly McClain  |
| 1980 | Tomorrow’s World –                        | — | Country74 (1 Wo.)Country | mit Various Artists |